# Cmentarz żydowski w Santocznie
Cmentarz żydowski w Santocznie – cmentarz żydowski w Santocznie, założony w XIX wieku. Cmentarz zajmuje powierzchnię 1,44 ha. Uległ dewastacji w okresie III Rzeszy – zachowało się na nim tylko pięć nagrobków.